# Khunpang Lhawang Dorje
 (juillet 2017).
Si vous disposez d'ouvrages ou d'articles de référence ou si vous connaissez des sites web de qualité traitant du thème abordé ici, merci de compléter l'article en donnant les références utiles à sa vérifiabilité et en les liant à la section « Notes et références ».
Khunpang Lhawang Dorje (tibétain : ཀར་མ་མཏའུ་སྟོབས་རྣམ་རྒྱལ, Wylie : K'un spangs lha dbang rdo rje), décédé en 1605 ou 1606, de la dynastie Tsangpa, est un dirigeant du Tsang dont on ne connaît pas bien les dates du règne. On sait qu'il partageait le règne avec son père en 1582, et qu'il l'a partagés avec ses frères.